# Харшниця
Харшниця (пол. Charsznica) — село в Польщі, у гміні Харшниця Меховського повіту Малопольського воєводства. Населення — 407 осіб (2011).
У 1975—1998 роках село належало до Келецького воєводства.

## Демографія
Демографічна структура станом на 31 березня 2011 року:
|          | Загалом | Допрацездатний вік | Працездатний вік | Постпрацездатний вік |
| -------- | ------- | ------------------ | ---------------- | -------------------- |
| Чоловіки | 198     | 35                 | 139              | 24                   |
| Жінки    | 209     | 38                 | 120              | 51                   |
| Разом    | 407     | 73                 | 259              | 75                   |